# Scarab
Model 324 Scarab («Скарабей») — разведывательный БПЛА. Дрон разработан фирмой «Teledyne Ryan Aeronautical» (США) по заказу Разведывательного департамента ВВС Египта в 80-х годах. Первый мини-БПЛА на вооружении египетских военных. Был представлен общественности в октябре 1987 года на Каирской выставке военной техники. Всего построено и поставлено 56 аппаратов.

## Описание
Оборудован навигационной системой GPS, для осуществления автономного полета. Установлена инфракрасная сканирующая система D-500 фирмы Honeywell (США) и фотокамера KS-153A 24" FL фирмы Recon Optical (США). Стартовый двигатель БПЛА представляет собой модифицированный разгонный двигатель ПКР «Гарпун». Посадка осуществляется с помощью парашютной системы. Обслуживающий расчёт 3 человека.

## Задействованные структуры
В разработке и производстве БПЛА были задействованы:
- Летательный аппарат в целом, блок системы управления полётом — Teledyne Ryan Aeronautical Co.[англ.], Сан-Диего, Калифорния;
- Инерциальное навигационное устройство — Litton Systems, Inc., Вудленд-Хиллз, Калифорния;
- Приёмник системы определения координат профиля полёта с ориентировочным определением местоположения — Rockwell Collins, Inc.[англ.], Сидар-Рапидс, Айова;
- Радиокомандная аппаратура — Vega Precision Laboratories, Inc., Вьенна, Виргиния;
- Разведывательная аппаратура — Recon/Optical, Inc.[англ.], Баррингтон, Иллинойс;
- Сканирующий приёмник инфракрасного излучения — Honeywell, Inc., Манчестер, Нью-Гэмпшир.

## ЛТХ
- Длина, мм 6150
- Размах крыльев, мм 3340
- Высота, мм 863
- Масса максимальная, кг 1087
- Масса полезной нагрузки, кг 113
- Силовая установка TCAE 373-8
- Скорость максимальная, мах 0,85
- Потолок, м 13106
- Дальность, км 2592

## ТТХ
- Автоматическая бортовая система управления: Mission Logic Control Unit
- Разведывательная аппаратура: Cloud and Aerosol Imager (CAI)/Recon Optical KS-153A
- Частотный диапазон принимающей/передающей аппаратуры: "С" (от 500 мГц до 1 Гц)